# Itara similis
Itara similis är en insektsart som beskrevs av Andrej Vasiljevitj Gorochov 1988. Itara similis ingår i släktet Itara och familjen syrsor. Inga underarter finns listade i Catalogue of Life.